# Leonie Marzouk
Pour les articles homonymes, voir Marzouk.
Leonie Marzouk, née le 25 décembre 1982, est une gymnaste artistique tunisienne.

## Carrière
Aux championnats d'Afrique de gymnastique artistique 2000 à Tunis, Leonie Marzouk remporte les cinq médailles d'or individuelles (concours général individuel, sol, poutre, saut de cheval et barres asymétriques) ainsi que la médaille d'argent par équipe.
Elle remporte la médaille d'or au concours du saut de cheval lors des Jeux méditerranéens de 2001 à Tunis.